# Гаитянский гурд
Гурд (гаит. креол. Gourde, фр. Gourde, код ISO 4217 — HTG) — денежная единица Гаити. Делится на 100 сантимов (santim). 80 гурдов = 1 доллару США (март 2021).

## Происхождение
Название гурд (gourde) происходит от испанского gordo — «толстый, жирный». Так французские колонизаторы называли песо или вырезанные из него кружочки (секторы), которые составляли 1/5 часть целой монеты. Такие деньги имели хождение во всех французских колониях Вест-Индии. Слово «гурд» происходит от испанского выражения peso gordo, то есть «тяжелый песо». Так испанцы называли деньги, чеканившиеся для хождения в колониях по всей Вест-Индии.

## Монеты
Монеты Гаити имеют достаточно интересный дизайн. Так, на аверсе монет достоинством до 50 сантимов включительно изображен портрет национального героя страны в период американского вторжения 1915 года, предпринятого США с целью противодействия на Гаити влиянию Германии (в условиях идущей тогда Первой мировой войны) — Шарлеманя Перальта. На аверсе монеты достоинством в 1 гурд отчеканен рисунок крепости Лаферьер, а в 5 гурдов — портреты четырёх лидеров гаитянского государства в различные периоды истории: генерала Туссен-Лувертюра, Анри Кристофа, Жан-Жака Дессалина и Александра Петиона. В верхней части аверса монеты отчеканено название государства, а в нижней — серия выпуска монет. На реверсе монет Гаити всех достоинств отчеканен государственный герб страны, цифровой номинал монеты и национальный девиз страны. Монеты номинальным достоинством до 50 сантимов включительно имеют правильную круглую радиальную форму и изготовлены из никелированной стали, а монеты достоинством в 1 и 5 гурдов выполнены в форме правильного семигранника и изготовлены из стали, покрытой бронзой.
Большинство монет Гаити чеканилось на фабриках американского Монетного двора Franklin Mint, U.S.A.
В настоящее время в обращении находятся следующие монеты:
50 сантимов, 1 гурд и 5 гурдов, которые не так часто, но ещё возможно встретить при расчётах.
Незначительным туристам, прибывающим на Гаити, обменять свою валюту на местную можно только в столице страны городе Порт-о-Пренс, и только в государственных обменных пунктах, подучётных Банку Республики Гаити. Менять деньги у частных менял не рекомендуется ввиду большой вероятности обмана. В стране, вследствие кризиса, имеет хождение и американская валюта. По решению правительства Гаити доллар США официально признан второй валютой, которая имеет статус национальной.

## Эпоха Дювалье

### Дювалье в бонистике
|                                      |                                      |                            |                            |
| Папа Док на 1 гаитянском гурде, 1979 | Папа Док на 1 гаитянском гурде, 1979 | Папа Док на 5 гурдах, 1979 | Папа Док на 5 гурдах, 1979 |

### «Запечатки» неугодных портретов в 1986 году
«Запечатки» на гаитянских гурдах производились сразу после падения режима тонтон-макутов Бэби Дока Дювалье.
Надпечатка заключалась в красном круге с перечёркивающей его по диагонали чертой и напечатанной ниже датой окончания правления режима Дювалье (7 февраля 1986 года) красного цвета.
Надпечатка закрывала изображения Бэби Дока и его отца Папы Дока, которых впоследствии сменили изображения исторических деятелей, оставивших о себе лучшую память в истории Республики Гаити — например, Туссен-Лувертюра.

## Банкноты основного обращения серий1989и2004 годов
В обороте находятся банкноты номиналом 10, 25, 50, 100, 250, 500 и 1000 гурдов различных серий и годов выпуска.
| Серия 1989 года | Серия 1989 года | Серия 1989 года  | Серия 1989 года                        | Серия 1989 года               | Серия 1989 года                | Серия 1989 года                             | Серия 1989 года |
| Изображение     | Изображение     | Номинал (гурдов) | Размеры (мм)                           | Основные цвета                | Описание                       | Описание                                    | Год печати      |
| Аверс           | Реверс          | Номинал (гурдов) | Размеры (мм)                           | Основные цвета                | Аверс                          | Реверс                                      | Год печати      |
| --------------- | --------------- | ---------------- | -------------------------------------- | ----------------------------- | ------------------------------ | ------------------------------------------- | --------------- |
|                 |                 | 1                | 62 х 122                               | зелёный, серый                | Портрет Ф. Д. Туссен-Лувертюра | Герб Гаити                                  | 1989            |
|                 |                 | 2                | 62 х 122                               | жёлтый, синий, зелёный        | Крепость на скале              | Герб Гаити                                  | 1990            |
|                 |                 | 5                | 70 х 162                               | оранжевый, розовый            | Бойцы на возвышенности         | Герб Гаити                                  | 1989            |
|                 |                 | 10               | 70 х 162                               | зелёный, синий                | Портрет Катрин Флон            | Герб Гаити                                  | 1991            |
|                 |                 | 20               | 70 х 162                               | розовый, жёлтый               | Портрет Туссен-Лувертюра       |                                             | 2001(?)         |
|                 |                 | 25               | 70 х 162                               | синий, розовый                | Дворец Правосудия              | Герб Гаити                                  | 1993            |
|                 |                 | 50               | 70 х 162                               | зелёный, серый                | Портрет Луи Саломона           | Герб Гаити                                  | 1991            |
|                 |                 | 100              | 70 х 162                               | фиолетовый, голубой           | Портрет Анри Кристофа          | Герб Гаити                                  | 1991            |
|                 |                 | 250              | 70 х 162                               | зелёный, жёлтый               | Портрет Жан-Жака Дессалина     | Герб Гаити                                  | 2000            |
|                 |                 | 500              | 70 х 162                               | красный, розовый              | Портрет Александра Петиона     | Герб Гаити                                  | 2000            |
|                 |                 | 20               | 70 х 162 ПАМЯТНАЯ БАНКНОТА (1801—2001) | оранжевый, жёлтый, коричневый | Портрет Ф. Д. Туссен-Лувертюра | Раскрытая книга Конституции Гаити 1801 года | 2001            |

## Коллекционные выпуски банкнот
| Памятная серия 2004 года | Памятная серия 2004 года | Памятная серия 2004 года | Памятная серия 2004 года | Памятная серия 2004 года      | Памятная серия 2004 года                      | Памятная серия 2004 года | Памятная серия 2004 года |
| Изображение              | Изображение              | Номинал (гурдов)         | Размеры (мм)             | Основные цвета                | Описание                                      | Описание                 | Год печати               |
| Аверс                    | Реверс                   | Номинал (гурдов)         | Размеры (мм)             | Основные цвета                | Аверс                                         | Реверс                   | Год печати               |
| ------------------------ | ------------------------ | ------------------------ | ------------------------ | ----------------------------- | --------------------------------------------- | ------------------------ | ------------------------ |
|                          |                          | 10                       | 65 х 130                 | фиолетовый, серый             | Портрет Саните Белер                          | Старинный форт Кэп Руж   | 2004                     |
|                          |                          | 25                       | 65 х 156                 | розовый, жёлтый               | Портрет Николя Жеффрара                       | Старинный форт Платон    | 2004                     |
|                          |                          | 50                       | 65 х 156                 | фиолетовый, розовый           | Портрет Франсуа Капуа (англ. François Capois) | Старинный форт Жалузьер  | 2004                     |
|                          |                          | 100                      | 65 х 156                 | голубой, серый                | Портрет Анри Кристофа                         | Цитадель Анри            | 2004                     |
|                          |                          | 250                      | 65 х 156                 | коричневый, жёлтый            | Портрет Жан-Жака Дессалина                    | Старинный форт Десиде    | 2004                     |
|                          |                          | 500                      | 65 х 156                 | коричневый, зелёный           | Портрет Александра Петиона                    | Старинный форт Жак       | 2004                     |
|                          |                          | 1000                     | 73 х 177                 | фиолетовый, коричневый, синий | Портрет Луи Ипполита                          | Рынок Вальер             | 2000                     |